# Linn County (Missouri)
Das Linn County ist ein County im US-amerikanischen Bundesstaat Missouri. Im Jahr 2020 hatte das County 11.874 Einwohner und eine Bevölkerungsdichte von 7,4 Einwohnern pro Quadratkilometer. Der Verwaltungssitz (County Seat) ist Linneus, das entweder nach Senator Linn benannt wurde oder nach dem schwedischen Botaniker Carl von Linné.

## Geografie
Das County liegt im Norden von Missouri und ist etwa 70 km von Iowa entfernt. Es eine Fläche von 1610 Quadratkilometern, wovon 3 Quadratkilometer Wasserfläche sind. An das Linn County grenzen folgende Nachbarcountys:
| Grundy County     | Sullivan County | Adair County |
| Livingston County |                 | Macon County |
|                   | Chariton County |              |

## Geschichte

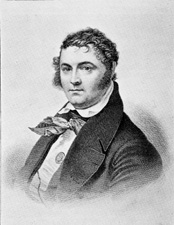
L. F. Linn

Linn County wurde 1837 gebildet. Benannt wurde es nach Lewis F. Linn, einem US-Senator von Missouri.
Aus Laclede stammte John J. Pershing (1860–1948), Oberbefehlshaber der US-Truppen in Europa im Ersten Weltkrieg.

Ein Ort im County hat den Status einer National Historic Landmark, die Gen. John J. Pershing Boyhood Home State Historic Site.

## Demografische Daten
Nach der Volkszählung im Jahr 2010 lebten im Linn County 12761 Menschen in 5062 Haushalten. Die Bevölkerungsdichte betrug 7,9 Einwohner pro Quadratkilometer. In den 5062 Haushalten lebten statistisch je 2,53 Personen.
Ethnisch betrachtet setzte sich die Bevölkerung zusammen aus 97,4 Prozent Weißen, 0,9 Prozent Afroamerikanern, 0,3 Prozent amerikanischen Ureinwohnern, 0,2 Prozent Asiaten sowie aus anderen ethnischen Gruppen; 1,2 Prozent stammten von zwei oder mehr Ethnien ab. Unabhängig von der ethnischen Zugehörigkeit waren 1,6 Prozent der Bevölkerung spanischer oder lateinamerikanischer Abstammung.
24,1 Prozent der Bevölkerung waren unter 18 Jahre alt, 56,6 Prozent waren zwischen 18 und 64 und 19,3 Prozent waren 65 Jahre oder älter. 51,9 Prozent der Bevölkerung war weiblich.

Das jährliche Durchschnittseinkommen eines Haushalts lag bei 37.706 USD. Das Pro-Kopf-Einkommen betrug 20.742 USD. 14,6 Prozent der Einwohner lebten unterhalb der Armutsgrenze.

## Ortschaften im Linn County
Citys
| - Brookfield - Browning1 - Bucklin - Laclede | - Linneus - Marceline2 - Meadville - Purdin |

Unincorporated Communities
| - Eversonville - Forker - Fountain Grove - Hecla | - Johnstown - New Boston - North Salem - Saint Catharine | - Shafter - Shelby |

1 – teilweise im Sullivan County

2 – teilweise im Chariton County

## Gliederung
Das Linn County ist in 14 Townships eingeteilt:
| Township             | Einwohner (2010) | FIPS     |
| -------------------- | ---------------- | -------- |
| Baker Township       | 196              | 29-03016 |
| Benton Township      | 508              | 29-04726 |
| Brookfield Township  | 5208             | 29-08668 |
| Bucklin Township     | 733              | 29-09406 |
| Clay Township        | 248              | 29-14446 |
| Enterprise Township  | 84               | 29-22438 |
| Grantsville Township | 257              | 29-28612 |

| Township              | Einwohner (2010) | FIPS     |
| --------------------- | ---------------- | -------- |
| Jackson Township      | 173              | 29-35864 |
| Jefferson Township    | 725              | 29-36854 |
| Locust Creek Township | 544              | 29-43526 |
| Marceline Township    | 2693             | 29-45884 |
| North Salem Township  | 149              | 29-53300 |
| Parson Creek Township | 856              | 29-56378 |
| Yellow Creek Township | 387              | 29-81304 |